# Videonale
Die Videonale ist ein zweijährlich in Bonn stattfindendes Festival für Videokunst und zeitbasierte Medien.

## Entwicklung
Seit ihrer Gründung im Jahr 1984 findet die Videonale – Festival für Video und zeitbasierte Kunstformen regelmäßig alle zwei Jahre statt und hat sich mit ihrem ambitionierten Programm aus Videopräsentationen, Ausstellungen, Vorträgen und Performances schnell zu einem der wichtigsten Festivals für Videokunst und zeitbasierte Kunstformen in Deutschland und Europa entwickelt. Unter den Teilnehmern finden sich Namen wie Dara Birnbaum, Lynn Hershman, Klaus vom Bruch, Gary Hill, Keren Cytter, Marcel Odenbach, Bill Viola und Christian Jankowski. Für viele dieser Künstler und Künstlerinnen war die Videonale die erste Möglichkeit, ihre Werke einer internationalen Öffentlichkeit zu präsentieren. Bis heute sieht sich die Videonale' ihrem Gründungsgedanken verpflichtet, aktuelle Tendenzen der zeitbasierten Kunst abzubilden und einem breiten Publikum vorzustellen. Der Fokus liegt dabei weiterhin auf der Förderung einer jungen aufstrebenden Künstlerschaft, ergänzt um die Präsentation bereits etablierter Positionen der Videokunst.
Zunächst im Bonner Kunstverein beheimatet, nutzt der Videonale e. V. seit 2004 die Räumlichkeiten des Kunstmuseum Bonn und bildet dort eine wertvolle Ergänzung zur Videokunstsammlung des Museums aus der Schenkung Ingrid Oppenheim, die als Kunstsammlerin und Mäzenin in den späten 1970er Jahren den ideellen Grundstein der heutigen Videonale legte.
Seit seinem Umzug ins Museum zeigt der Videonale e. V. im Rahmen der Videonale eine mehrwöchige Ausstellungspräsentation mit bis zu 40 Videokunstwerken, begleitet durch ein umfangreiches Festivalprogramm aus Künstlergesprächen, Diskussionsrunden, Performances, Workshops und Vorträgen. Ein besonderer Fokus liegt seither auch auf der Entwicklung und Erforschung neuer Formen der Präsentation von Videokunst im musealen Raum. Zu jeder Videonale wird ein neues Designer-, Architektenteam eingeladen, die Ausstellungsarchitektur neu zu entwickeln.
Neben dem Festival Videonale organisiert der Videonale e. V. im Rahmen der Vortragsreihe Elektronenströme Vorträge zu aktuellen Diskursen und Positionen der Videokunst sowie die Filmkunstreihe Videonale.scope, eine Veranstaltungsreihe, die sich einmal jährlich mit Retrospektiven zu wegweisenden Filmemachern den Übergängen und Schnittstellen zwischen Film- und Videokunst widmet. Weiterhin tourt der der Videonale e. V. das Programm jeder Videonale im Rahmen von Videonale on Tour.
Seit 2010 digitalisiert der Videonale e. V. zudem sukzessive seine umfangreichen Archivbestände aus 30 Jahren Festivalgeschichte und macht diese online über das Video-Archiv der Videonale der breiten Öffentlichkeit zur Recherche zugänglich.
Auf der Videonale wird der mit 5.000 € dotierte Videonale-Preis vergeben. Seit 2017 wird der Preis von der fluentum in Berlin unterstützt.

## Videonale on Tour Stationen bis 2017
- The Central House of Artists (CHA) in Moskau / Russland
- Goethe-Institut Sâo Paulo, in Kooperation mit Videobrasil / Brasilien
- CCA Lagos, in Kooperation mit der KfW Stiftung und VAN in Lagos / Nigeria
- National Taiwan Museum of Fine Arts in Taichung / Taiwan
- Ars Cameralis Festival in Kattowitz / Polen
- Gallery of Modern Art in Glasgow / Schottland
- Bayerisches Haus Odessa / Ukraine
- Goethe-Institut Lima / Peru
- Museo Nacional Centro de Arte Reina Sofia, Madrid / Spanien
- Artos Foundation, Nikosia / Zypern
- Nationalgalerie von Bosnien-Herzegowina / Sarajewo
- Athens Digital Arts Festival / Griechenland